# 湿度

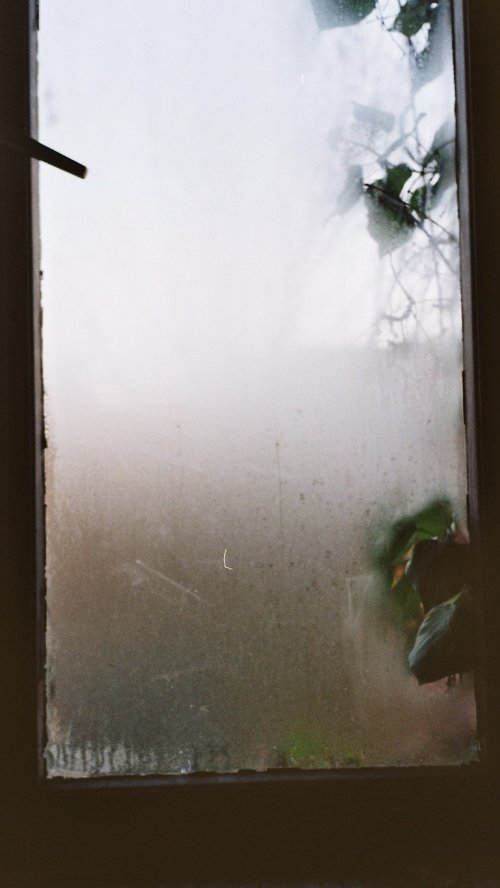
相対湿度が100%になると結露を生じる。

湿度（しつど、英: humidity）とは、大気中の水蒸気量（いわゆる「しめっぽさ」）を表す数値である。様々な定義がある。
気象予報などでは、一般に相対湿度が用いられる。相対湿度とは、飽和水蒸気量（水蒸気として存在可能な最大の水蒸気量）に対する、実際の水蒸気量の比率である。なお、飽和水蒸気量は温度ごとに異なり、同じ温度のもとでは一定する。
絶対湿度（absolute humidity）とは、国際的には容積絶対湿度のことである。しかし、日本では空気調和工学の分野では重量絶対湿度（混合比）が「絶対湿度」と呼ばれる。

## 分類

### 容積絶対湿度
容積絶対湿度（英語: volumetric humidity、略称: VH）とは、大気容積あたりの水蒸気質量である。単位はグラム毎立方メートル（g/m3）が用いられる。
容積 Va の空気中に含まれる水蒸気の質量を mw とすると、容積絶対湿度 ρw は
{\displaystyle \rho _{\text{w}}={\frac {m_{\text{w}}}{V_{\text{a}}}}}
と表わされる。水蒸気を理想気体とみなして近似すれば、気温を θ、水蒸気分圧を e として
{\displaystyle \rho _{\text{w}}\approx {\frac {e/{\text{hPa}}}{\theta /^{\circ }{\text{C}}+273.15}}\times 216.7\ {\text{g}}/{\text{m}}^{3}}
と近似される。これは、飽和水蒸気量に相対湿度をかけた値に等しい。

### 相対湿度
相対湿度（英語: relative humidity、略称: RH）とは、ある気温における飽和水蒸気圧に対する実際の空気の水蒸気分圧の比である。一般に百分率（パーセント、%）で表される。
空気の水蒸気分圧を e、気温 θ における飽和水蒸気圧を es(θ) とすると、相対湿度 φ は
{\displaystyle \phi ={\frac {e}{e_{\text{s}}(\theta )}}\times 100\%}
と表わされる。
水蒸気を理想気体とみなして近似すれば、水蒸気分圧は水蒸気量に比例する。空気中に含まれる水蒸気量を ρw、気温 θ で空気が含むことのできる最大の水蒸気量（飽和水蒸気量）を ρw,s(θ) とすれば
{\displaystyle \phi \approx {\frac {\rho _{\text{w}}}{\rho _{\text{w,s}}(\theta )}}\times 100\%}
と近似される。
分母の飽和水蒸気量は、気温が高くなるほど大きくなり、1度あたりの増加量も拡大する。このため、相対湿度が同じでも、気温が高いほど空気中の実際の水蒸気量は多い。また、気温が下がると分母は小さくなるので、相対湿度は上昇する。相対湿度が100%になると空気中の水蒸気が飽和し、それ以上の水蒸気は凝集して液体となって結露を生じる。このときの温度を露点温度という。

#### 臨界相対湿度
尿素やクエン酸などの水溶性物質では低湿度では全く吸湿が起こらず、ある相対湿度以上で急激に吸湿量が増大する場合がある。このような変化の起こる相対湿度を臨界相対湿度 (critical relative humidity、CRH) と呼ぶ。臨界相対湿度は飽和水溶液の蒸気圧が空気中の蒸気圧に等しい点である。したがって、臨界相対湿度以上の相対湿度では固体が完全に溶解され、さらに希釈されてその溶液の蒸気圧が空気中の蒸気圧に等しくなるまで吸湿が進行する。一般に臨界相対湿度の高いものは吸湿しにくく、低いものは吸湿しやすい。
混合物の臨界相対湿度は各成分の臨界相対湿度より低く、混合物ABの臨界相対湿度 CRHABは、各成分A、Bそれぞれの臨界相対湿度 CRHA、CRHB の積に近似することができる。
CRHAB = CRHA × CRHB
これはエルダーの仮説 (Elder's hypothesis) と言われ、この場合、A、B両成分の飽和水溶液の蒸気圧が臨界相対湿度に対応する。

### 重量絶対湿度

1気圧における重量絶対湿度のグラフ。横軸が気温、縦軸が乾き空気1kgあたりの水分量（g/kg（DA））。相対湿度100%時と50%時について示す。

重量絶対湿度、あるいは混合比（英語: mixing ratio, humidity ratio）とは、乾燥空気（dry air）の質量に対する水蒸気の質量の比である。単位には kg/kg(DA) が用いられる（DA は dry air を意味する）。水蒸気を含む混合空気を湿潤空気（湿り空気）という。湿潤空気から水蒸気を除いた空気の成分が乾燥空気である。空気調和工学においては、湿り空気線図などで一般的に用いられる。
水蒸気量を ρw、乾燥空気の密度を ρDA とすると、重量絶対湿度 x は
{\displaystyle x={\frac {\rho _{\text{w}}}{\rho _{\text{DA}}}}}
と表わされる。
水蒸気と乾燥空気をそれぞれ理想気体とみなして近似すれば、水蒸気分圧を e、空気の圧力を P とすれば
{\displaystyle x\approx {\frac {0.622\,e}{P-e}}}
と近似される。

### 比湿
比湿（英語: specific humidity）とは、湿潤空気の質量に対する水蒸気の質量の比である。
水蒸気量を {\displaystyle \rho _{w}}、乾燥空気の密度を {\displaystyle \rho _{DA}} とすると、比湿 s は
{\displaystyle s={\frac {\rho _{\text{w}}}{\rho _{\text{DA}}+m_{\text{w}}}}}
と表わされる。
水蒸気と乾燥空気をそれぞれ理想気体とみなして近似すれば、水蒸気圧を e、空気の圧力を P とすれば
{\displaystyle s\approx {\frac {0.622\,e}{P-0.378\,e}}}
と近似される。

### その他の湿度表現
顕熱比
湿り空気の状態変化で、全熱量変化に対する顕熱量変化分の割合を言う。

## 湿度の変化
地球上の各地における湿度は、各地の降水量や気温に大きな影響を受ける。降水量が多い地域は湿度が高く、気温の低下は飽和水蒸気量の低下につながるので絶対湿度は下がる。また、湿度は季節によっても大きく変化し、雨季には高くなり、乾季には低くなる。
日本では一般に夏季に湿度が高く、冬季に湿度が下がるため、材木などの含水量が低下し冬季に火事が多い。これは、夏湿冬乾である温帯湿潤気候や温帯夏雨気候、冷帯湿潤気候の地域などでも同様である。一方、夏乾冬湿である地中海性気候の地域では、冬季に湿度が上がり、夏季に湿度が低くなって山火事が多発する。乾燥による火災の目安として、実効湿度という指標が用いられる。乾燥注意報の基準には、相対湿度の日最小値である最小湿度と、実効湿度が用いられる。一日の変化は、ほぼ気温に依存し、昼間は低下し、夜間に気温が下がるにつれて湿度は上がる。気温が低下する夜間に夜露が生じたり、早朝に霧が出て日が昇ると消えるのは、このためである。
気象観測上、1日のうち最も低かった湿度の値を最小湿度として記録し、統計をとっていて、最低値は1971年1月19日に鹿児島県屋久島で、2005年4月9日に岐阜県高山市で0%が記録されている。一方、最大湿度は100%に近い値になることが珍しくなく、統計は取られていない。
また、都市化により、湿度は長期的に低下する傾向がある。東京（大手町）では、20世紀の間に年平均相対湿度が20%程度低下した。土壌などの吸湿性のある地表が少なくなった影響とみられている。

## 湿度の影響
生物の成分の大部分は水であるから、湿度はその体や活動に大きな影響を与える。ヒトに対しては、乾燥は唇のひび割れや乾燥肌などを引き起こす原因となる。
また、体感温度などの感覚的な温度にも湿度の大小が影響する。一般的に、湿度が高いほど暖かく感じられ、その（体感温度に対する湿度の大小の）影響度は気温が高いほど大きくなる。そのため、不快指数は温度に湿度を勘案して計算される。また空気調和設備では湿度も制御の対象であり、湿度の観測を行い、加湿器や除湿機などを用いて制御を行う。また、住宅などを中心に、加湿器や除湿器を単独で用いることがある。高い湿度の環境を避けるために、除湿機や乾燥剤などの部分的な除湿装置が日常生活で使用されることがあるほか、工業用、科学実験・研究用（デシケーター）など、広い用途に用いられている。